# Houston Press
«Houston Press» — еженедельный таблоид, издаваемый в Хьюстоне (штат Техас, США) с 1989 года. 
В 1993 году газета была выкуплена компанией New Times Media. В 2005 году New Times Media была выкуплена компанией Village Voice Media, и газета перешла под управление этой медиакомпании. 
На сегодняшний день «Houston Press» является единственным основным альтернативным изданием для крупнейшей городской газеты «Houston Chronicle». 